# Terry Moore (soccer)
Pour les articles homonymes, voir Moore et Terry Moore.
Terence Moore, plus connu sous le nom de Terry Moore (né le 2 juin 1958 à Moncton dans le Nouveau-Brunswick) est un joueur de soccer international canadien, qui évoluait au poste de défenseur.

## Biographie

### Carrière en sélection
Avec l'équipe du Canada, il dispute 11 matchs (pour aucun but inscrit) entre 1983 et 1986. Il figure notamment dans le groupe des sélectionnés lors de la coupe du monde de 1986 (sans toutefois jouer de matchs).
Il participe également aux JO de 1984. Il joue quatre rencontres, atteignant le stade des quarts de finale.